# Nanette Dražić
Nanette Dražić (Amsterdam, 3 juni 1980) is een Nederlandse actrice en zangeres.

## Carrière
Drazic studeerde in 2004 af aan de Amsterdamse Kleinkunstacademie. Aansluitend speelde ze onder meer in de muziektheaterproducties Een Zomerzotheid en De Zevensprong. Drazic woonde twee jaar in New York, waar ze in verschillende filmproducties speelde en bij leerde aan de Stella Adler School of Acting.
Daarna volgden er rollen in de series Lotte en Voetbalvrouwen. In 2009 leende Drazic haar stem aan Wiske in de 3D animatiefilm Suske en Wiske & De Texas Rakkers.
In 2010 vertolkte Drazic de rol van Anna Paulowna, de vrouw van koning Willem II in de AVRO dramaserie De Troon. Ze speelde mee in  Briefgeheim en de film Damn it, Andy van regisseuse Jane Renaud. In 2011 speelt ze in televisieserie Overspel als prostituee.
Ze speelde de rol van Maugosha in De Verbouwing, waarvoor ze werd genomineerd voor een Gouden Kalf. Ook speelde zij in De Marathon uit 2012.